# 世尊寺 (奈良県大淀町)

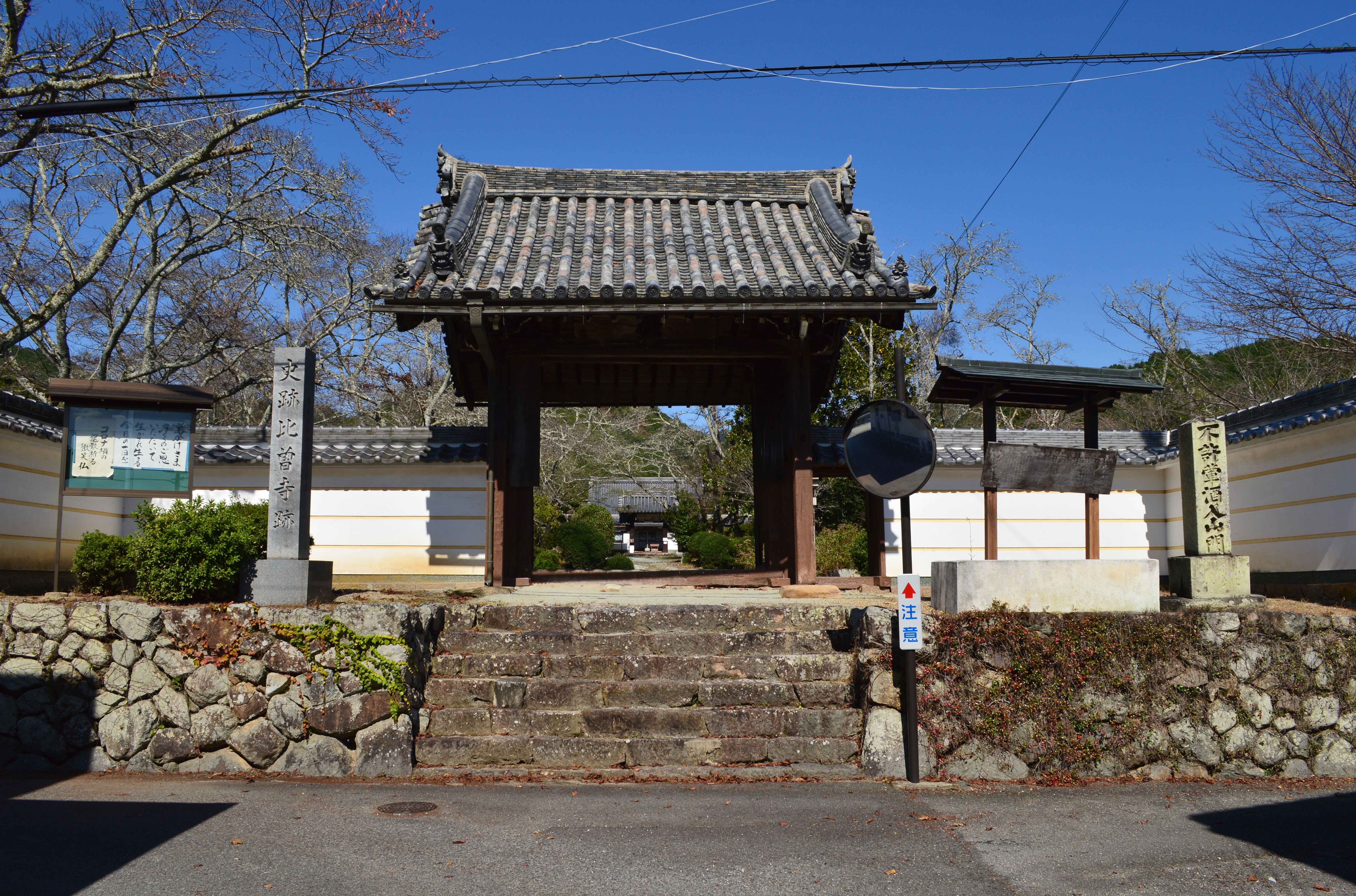
山門

世尊寺（せそんじ）は、奈良県吉野郡大淀町比曽にある曹洞宗の寺院。山号は霊鷲山。本尊は阿弥陀如来（放光樟像）。聖徳太子霊跡第7番札所である。
古くは「比曽寺（ひそでら、比蘇寺）」と呼ばれ大規模な伽藍を構えていたが、現在の世尊寺は江戸時代に整備縮小して再興されたものである。かつての寺域は、1927年（昭和2年）4月8日に「比曽寺跡」として、国の史跡に指定されている。

## 歴史

### 創建
古くは吉野寺と呼ばれ、聖徳太子が建立した48か寺の一つと伝えられている。同寺に残っている瓦や東塔・西塔の三重塔を要する薬師寺式伽藍配置などから、少なくとも飛鳥時代（7世紀後半）には存在していたようである。
奈良時代には、吉野寺比曽（比蘇）山寺と呼ばれ、後述する現光寺の寺名の由来となった仏像が安置された。渡来僧の道璿は晩年比蘇山寺に入り、修禅に精励したと伝わる。また著名な僧侶・神叡が住み、20年間三蔵を学んで自然智を得たという。
平安時代になると現光寺とも呼ばれるようになった。その現光寺という寺名に関しては、本尊の阿弥陀如来座像と木造十一面観世音菩薩立像が光を放っていたという話に由来している。このことは、古くは日本書紀に載せられている。
- 阿弥陀如来座像

日本書紀巻第十九　欽明天皇の条。治世14年夏5月
河内国から「泉郡の茅渟の海（大阪湾）から雅楽の音が聞こえ、それは雷のように響くほどで、また、麗しく照り輝き日の光のようです」との報告があった。天皇はあやしんで、溝辺直（いけべのあたい）を使わし、海の中を探させた。溝辺直は海の中で照り輝く樟木を見つけこれを取って持ち帰り、天皇に奉った。天皇は匠に命じて仏像2体を造らせた。これが今の吉野寺に光を放っている樟の仏像である。
- 木造十一面観世音菩薩立像

日本書紀巻第二廿　推古天皇三年三月　または　聖徳太子伝暦
土佐国の南海に毎夜、雷光のように光を発する「沈水香（じんすいこう）」という木があり、翌四月には、淡路島に漂着した。島人は、これを薪として火にくべたところ、非常に良い香りがしたので天皇に献上した（香木の日本の史書における初見）。
これを見た聖徳太子は、この木が南海に自生する栴壇（せんだん）という香木からできた沈水香であると、天皇に奏上した。天皇は喜び、匠に命じてこの香木で観音像を作らせ、吉野の比蘇寺に祀った。この像は、時々光を放った。
当寺は清和天皇、宇多上皇や藤原道長などが吉野への参詣の途中に訪れ、大いに栄えたが、その後は衰退した。
鎌倉時代に入り、弘安2年（1279年）に金峯山から春豪聖人が比蘇寺に移り、再興に努めた。また西大寺を復興した叡尊の留錫により真言律宗となっている。さらに南朝：延元2年、北朝：建武4年（1337年）には文観が先達となって後醍醐天皇が行幸し「栗天奉寺（りってんほうじ）」と命名され、勅願寺となっている。

### 東塔の移築

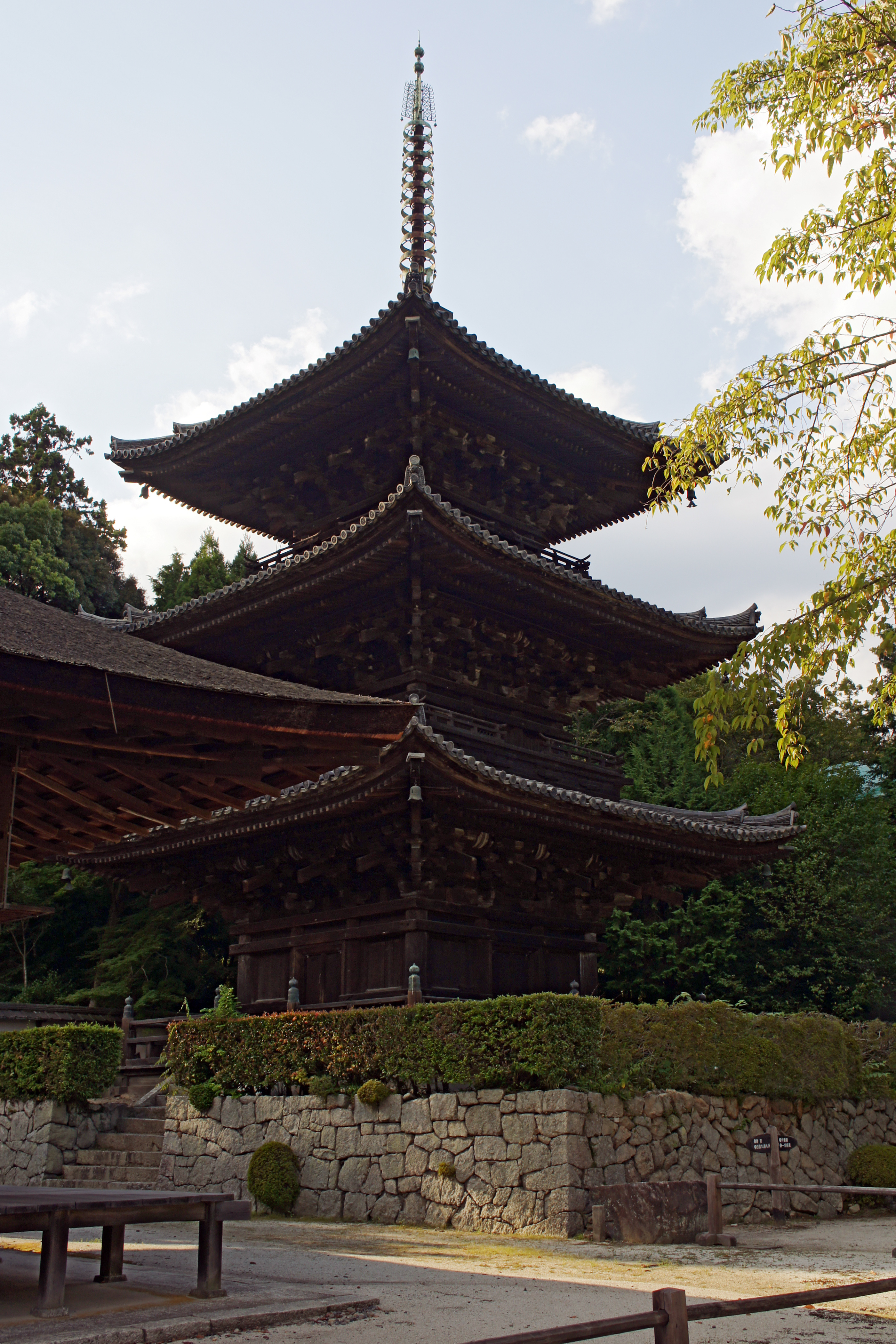
三井寺の三重塔

安土桃山時代にはすでに西塔は戦乱によって焼失していたが、鎌倉時代末期から室町時代初期に建てられた東塔は健在であった。しかし、文禄3年（1594年）豊臣秀吉によって解体され、伏見城に移築された。さらに慶長6年（1601年）には徳川家康によって近江国の園城寺（三井寺）に移建された。この三重塔は重要文化財として現在も残っている。
その後再び衰退し荒廃するが、江戸時代になって塔頭・法輪寺の力添えで浄土宗に改宗し復興が図られた。しかし、享保18年（1733年）3月に法輪寺が失火で全焼し、当寺の再興は中断された。
その後、当寺は更に曹洞宗に改宗したために、塔頭の法輪寺は浄土宗寺院として当寺から独立している。
寛延4年（1751年）、雲門即道により曹洞宗寺院として伽藍を整備・縮小して霊鷲山世尊寺と寺名を改めて再興し、現在に至る。
江戸時代には松尾芭蕉が訪れて、「世にさかる　花にも念佛　まうしけり」の句を残している。句碑は納骨堂の裏にある。

## 境内

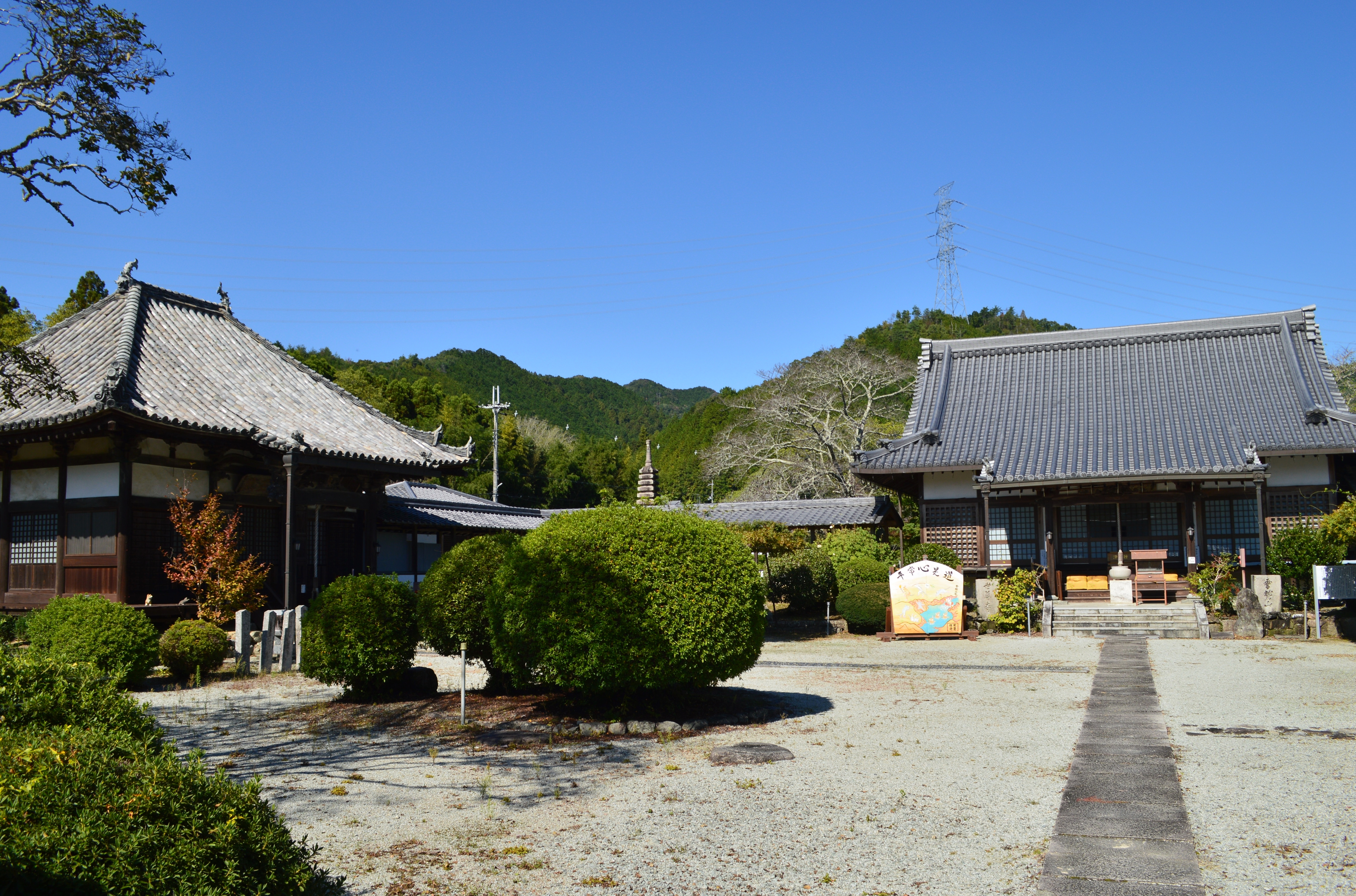
世尊寺境内

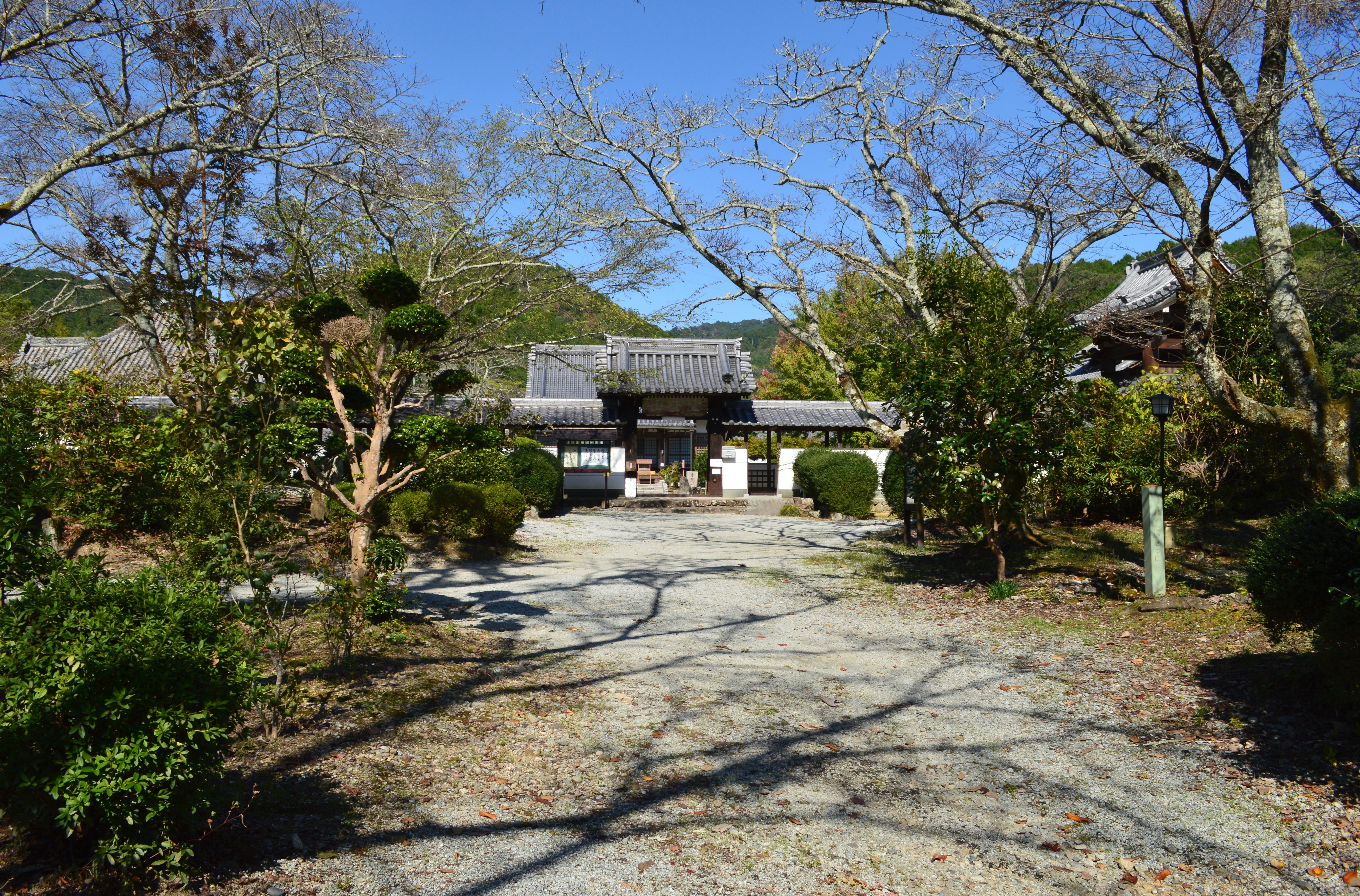
比曽寺跡伽藍右に東塔跡、左に西塔跡、奥に金堂跡（世尊寺堂宇）。

比曽寺跡伽藍
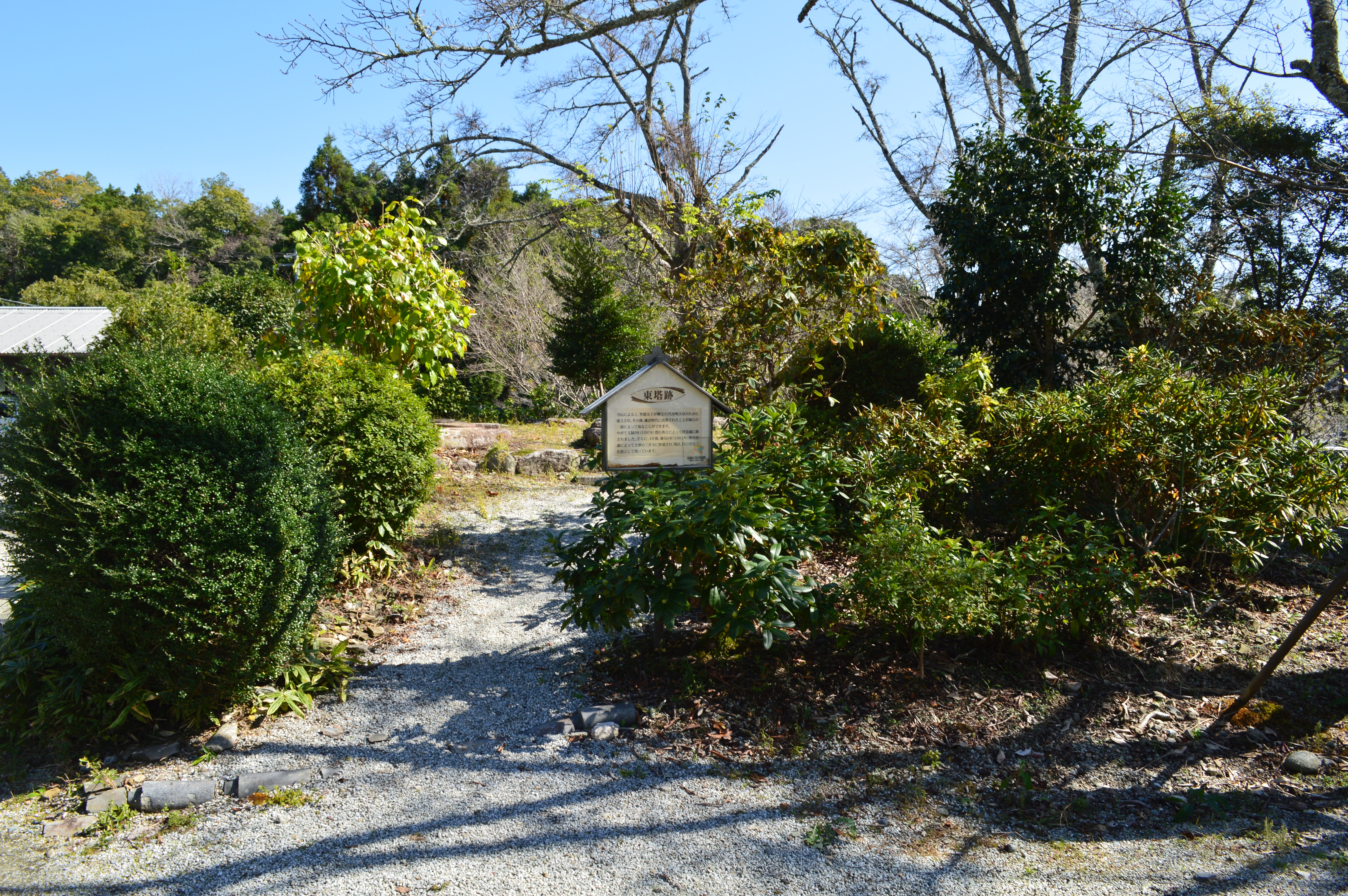
東塔跡
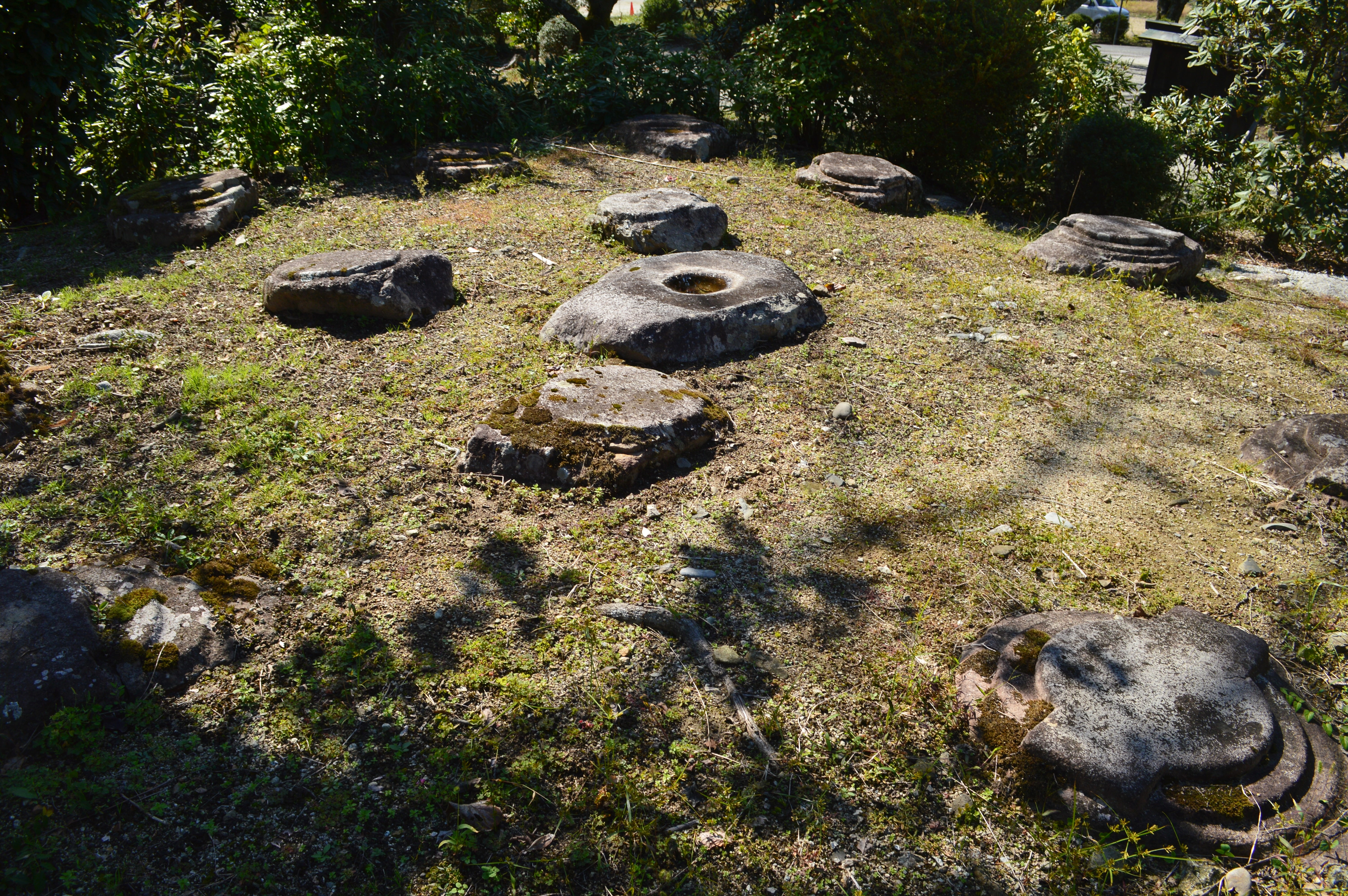
本堂 - かつての講堂の跡地に建つ。本尊は日本書紀に書かれている放光樟像とされる阿弥陀如来坐像。本堂の周りには講堂の礎石が残る。
- 壇上桜 - 聖徳太子のお手植えだとされる。
- 十三重石塔
- 納骨堂
- 太子堂（奈良県指定有形文化財） - 18世紀前期頃の建立。
- 庫裡
- 鐘楼
- 金堂跡 - 金堂の礎石が残る。
- 廻廊
- 中門（二の門） - 享保年間（1716年 - 1736年）の建立。
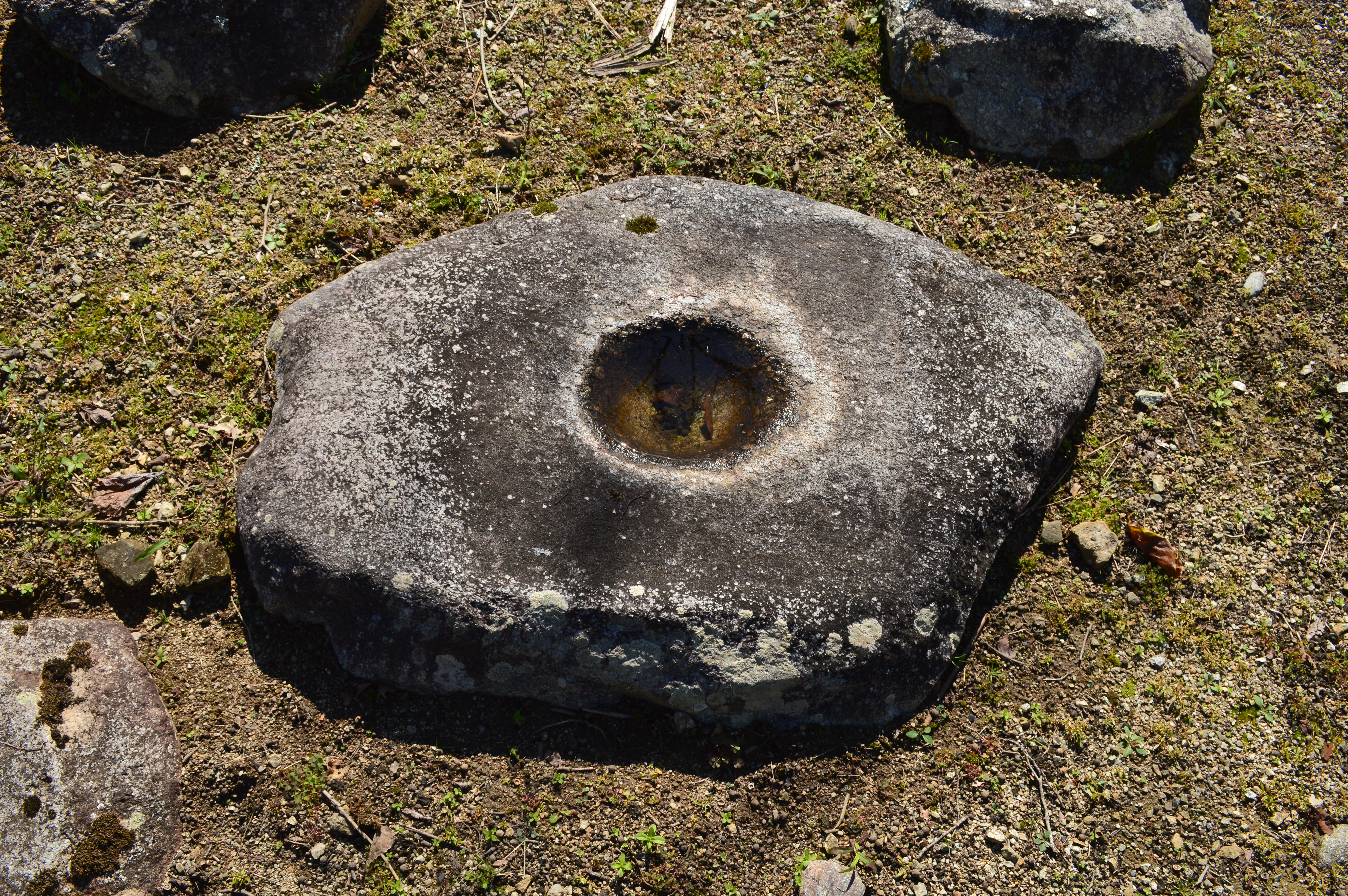
東塔跡 - 三重塔の礎石が残る。寺伝では聖徳太子が亡き父・用明天皇の供養のために建立したという。建てられていた三重塔は現在滋賀県の園城寺（三井寺）にある。
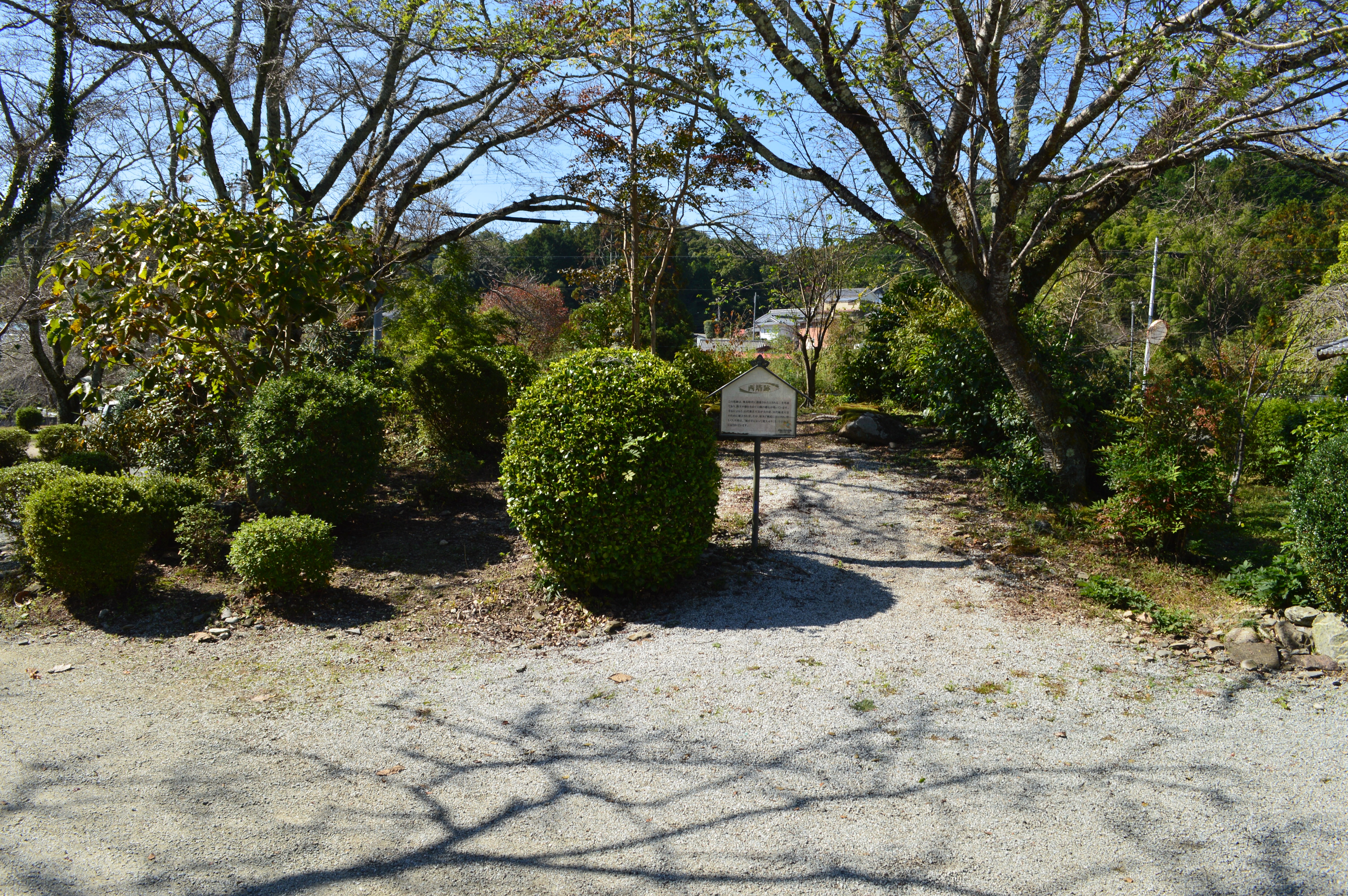
西塔跡
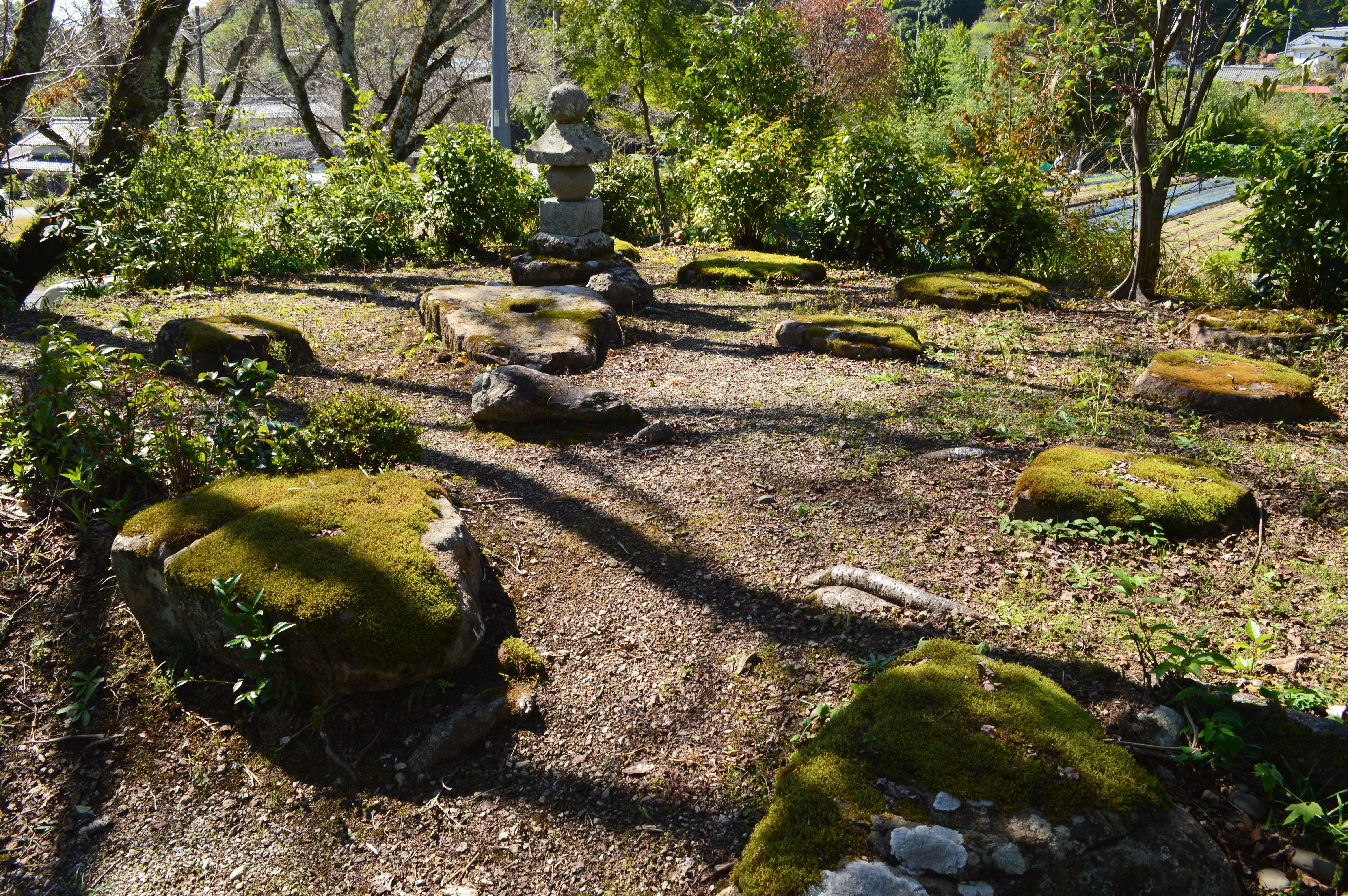
西塔跡 - 三重塔の礎石が残る。寺伝では推古天皇が亡き夫・敏達天皇の供養のために建立したという。
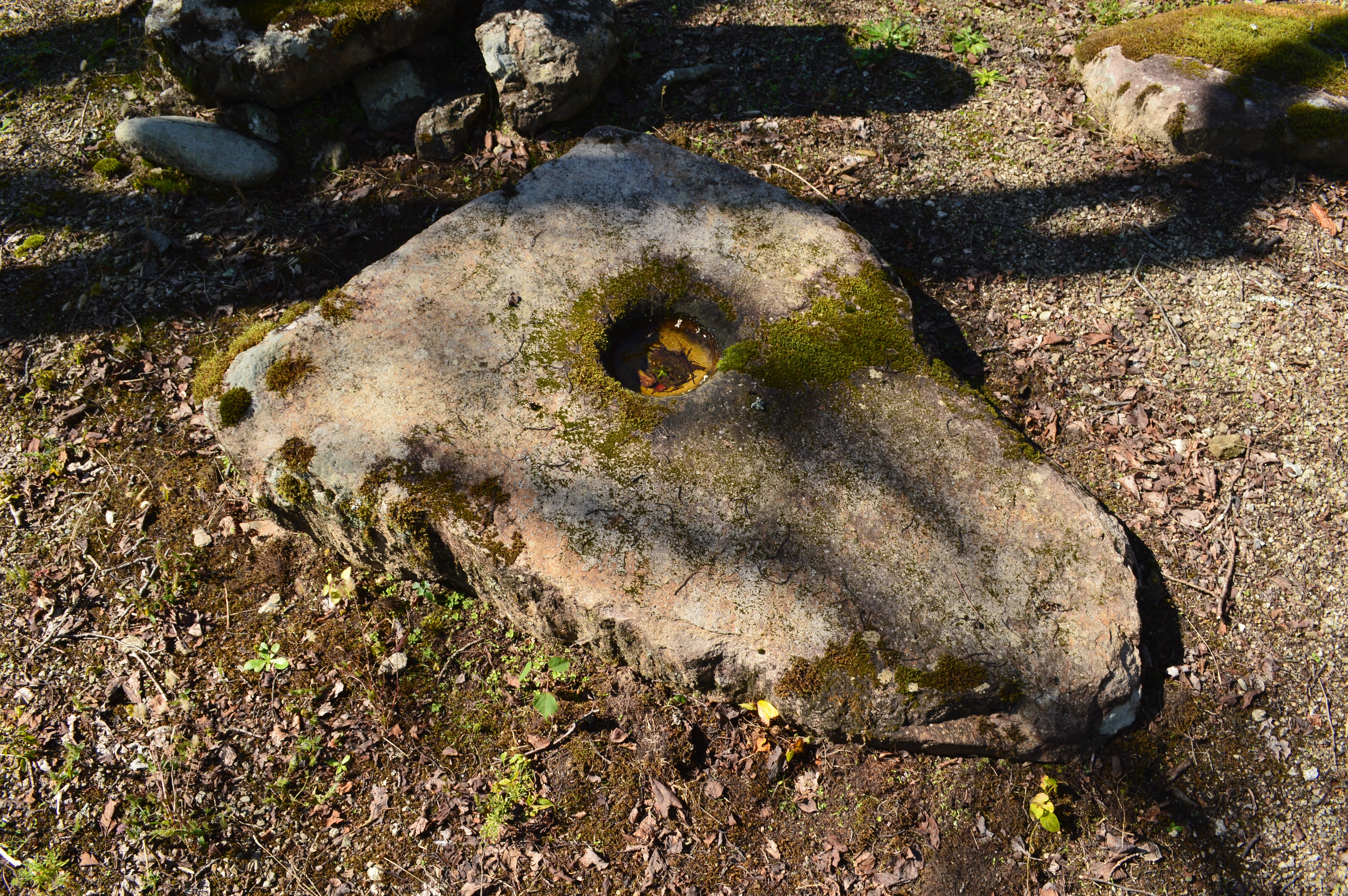
西塔心礎

- 天照大神社 - 祭神：天照大神。鎮守社。
  - 拝殿
- 山門（一の門） - 江戸時代初期に吉野山から移転。左甚五郎作とされる猿が彫られている。

世尊寺境内
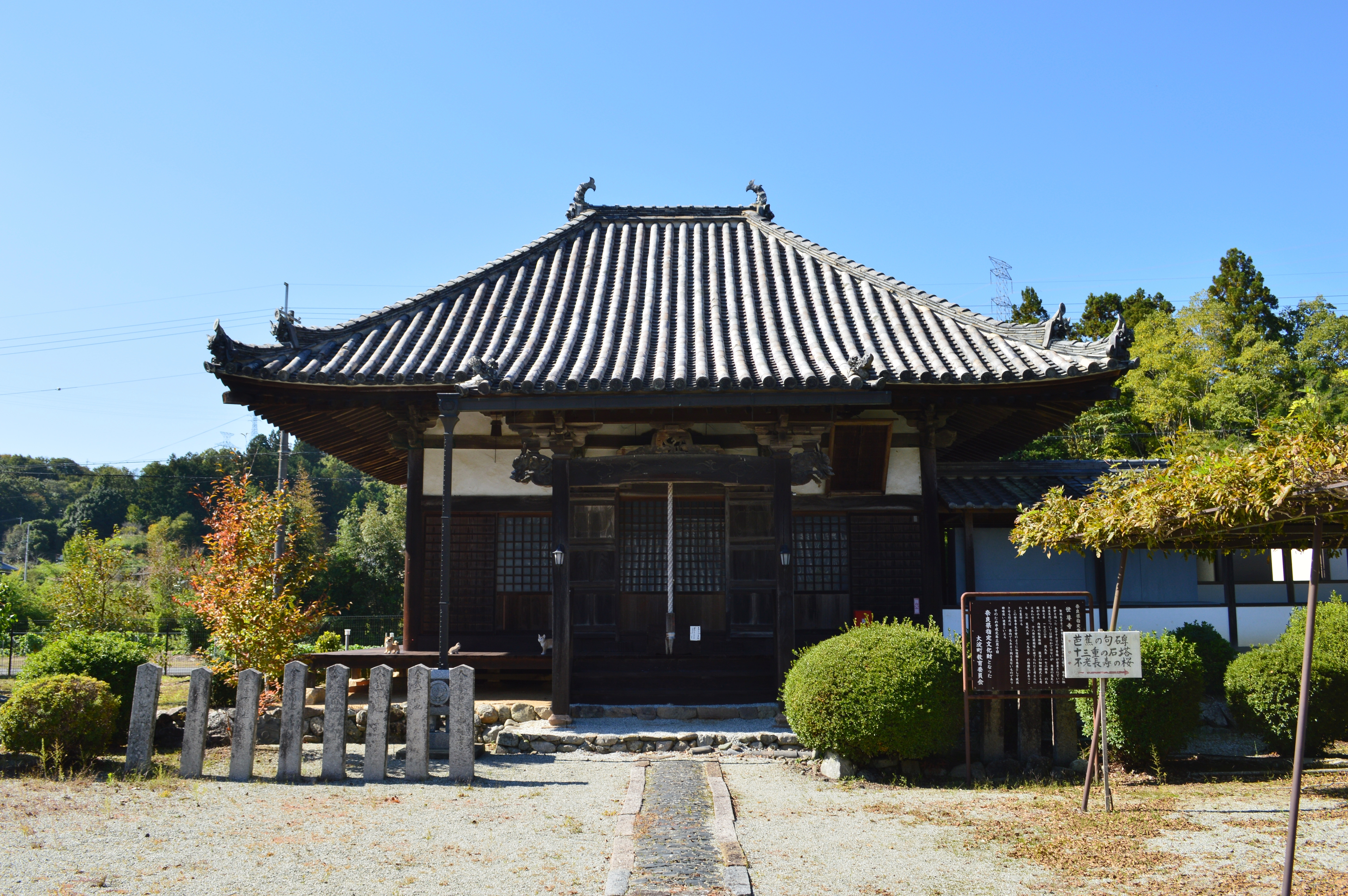
太子堂（奈良県指定文化財）
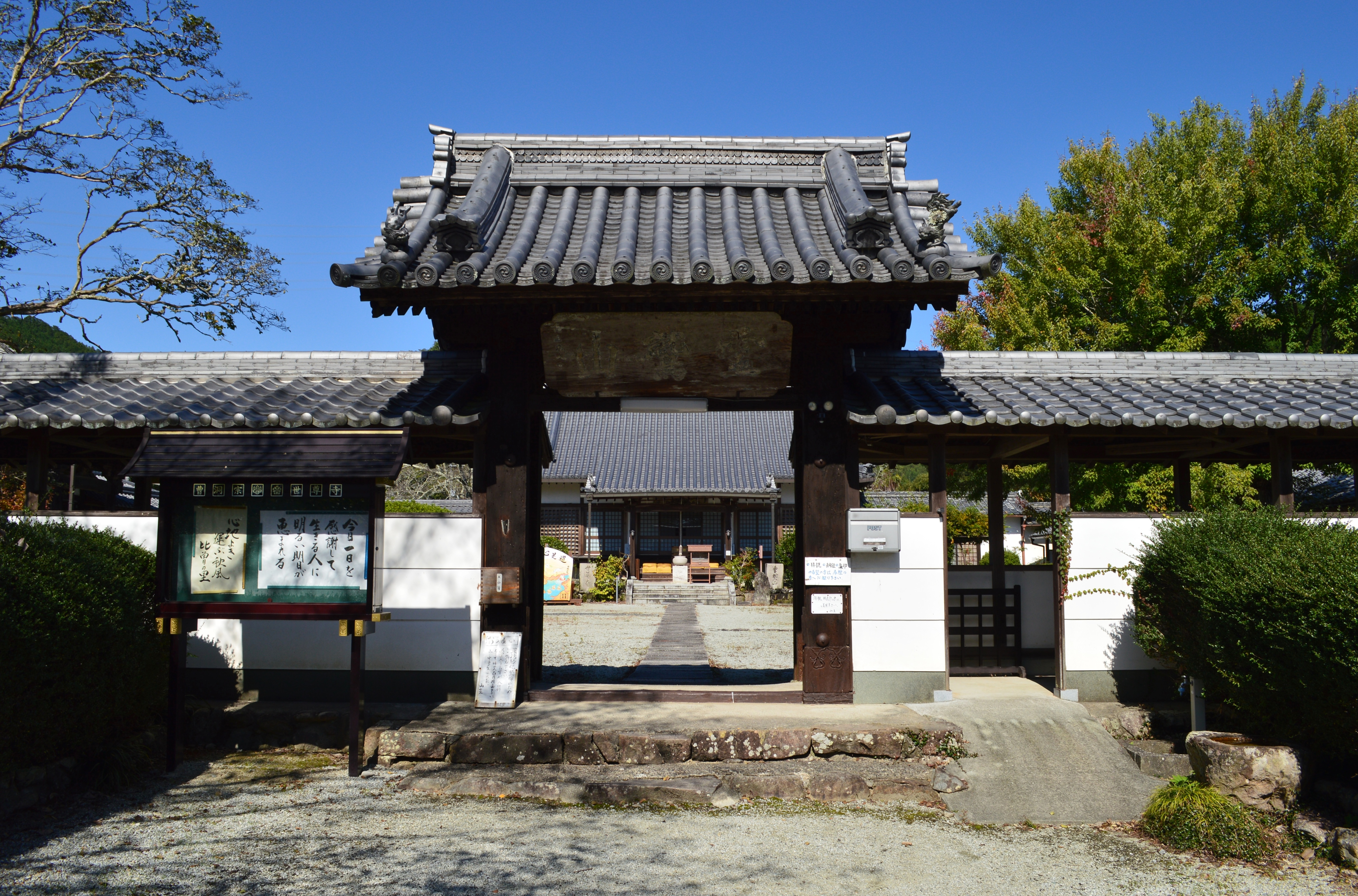
中門
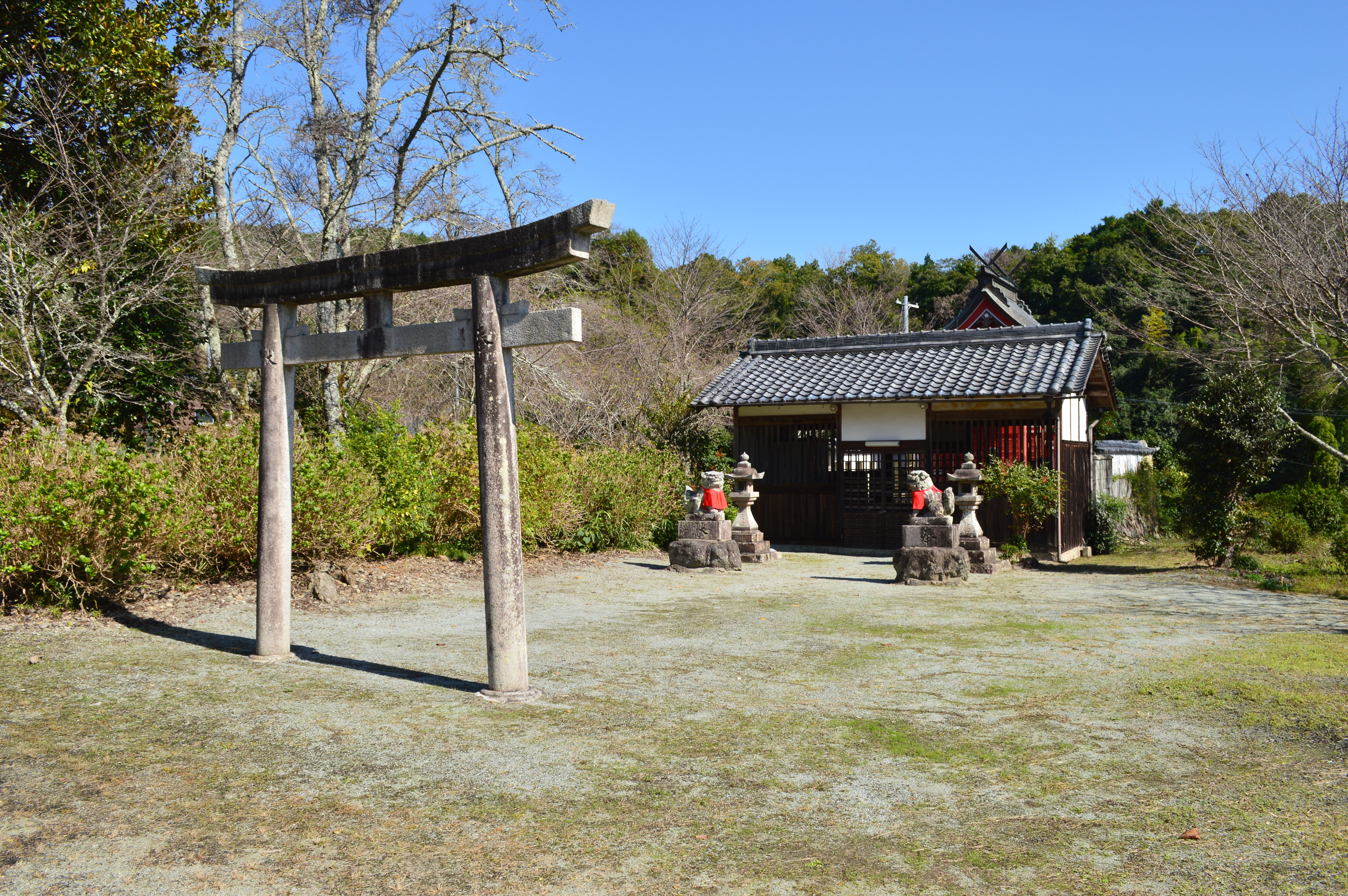
境内天照大神社

- 比曽寺跡伽藍
- 東塔跡
- 東塔礎石
- 東塔心礎
- 西塔跡
- 西塔礎石
- 西塔心礎

## 文化財

### 国指定史跡
- 比曽寺跡

### 奈良県指定有形文化財
- 太子堂
- 木造十一面観音立像 - 奈良時代後期。

### 大淀町指定有形文化財
- 現光寺縁起絵巻 - 17世紀後半頃。

## 前後の札所
聖徳太子霊跡
6 叡福寺　-　7 世尊寺　-　8 橘寺

## アクセス
近鉄吉野線六田駅より奈良交通バス「比曽口」下車、徒歩15分。
よどりバス、幹線ルート・循環ルート「北野台5丁目」下車、徒歩5分。
よどりタクシーに「世尊寺前（東６）」という乗降場所があるが、利用できるのは、事前登録を済ませた大淀町民に限られる。